# Isola Ban
Ban è un'isola dell'arcipelago Kodiak ed è situata nel golfo dell'Alaska, (USA). Si trova in una baia sul versante nord-ovest di Afognak. Amministrativamente appartiene al Borough di Kodiak Island ed è disabitata.
L'isola di Ban ha una superficie di 28,79 km² e il suo punto più alto tocca i 429 m. L'isola è stata registrata con questo nome nel 1852 dal tenente Teben'kov.